# Fletcher Harper

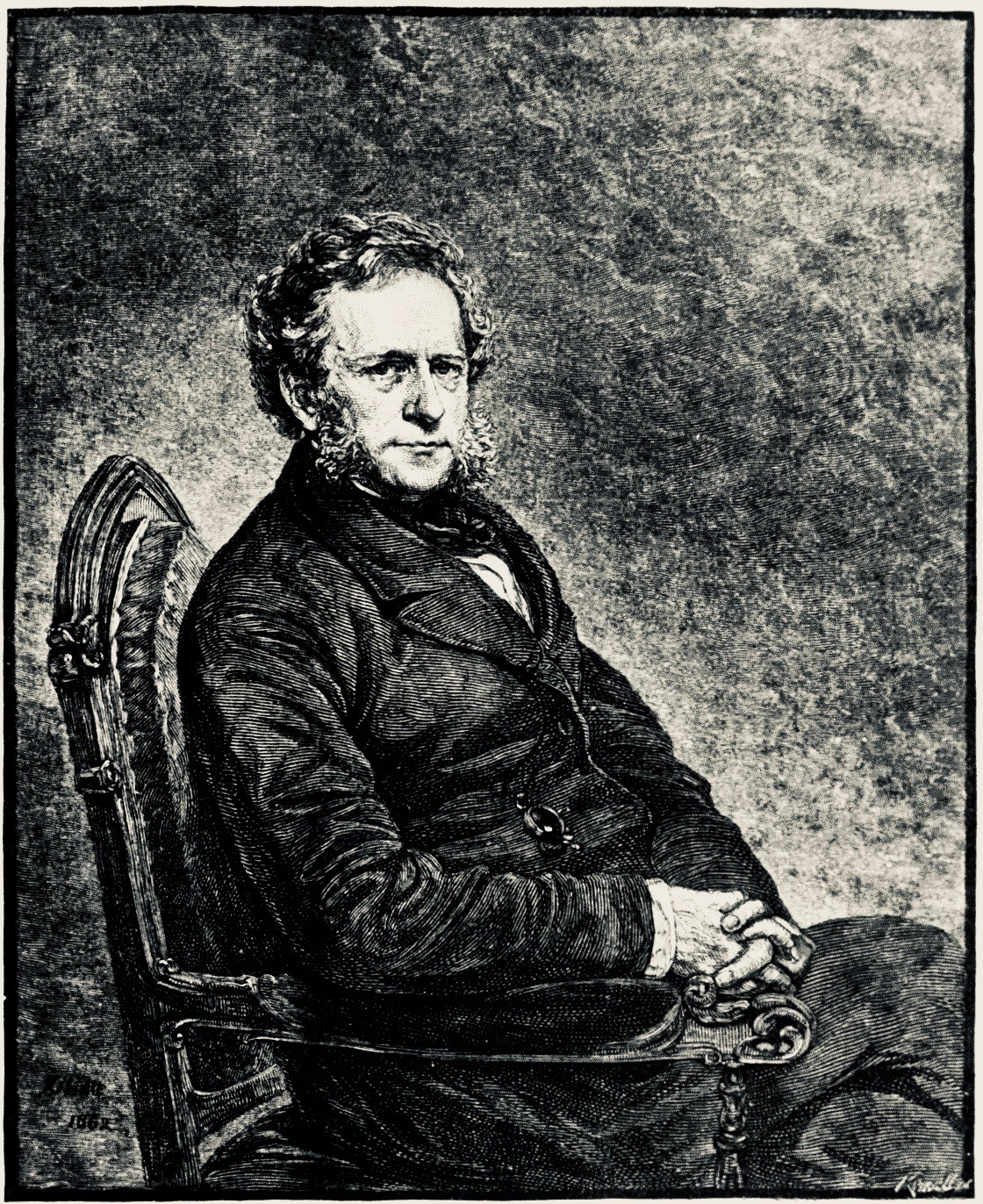
Fletcher Harper, porträtiert von Charles Loring Elliott (1812–1868)

Fletcher Harper (* 31. Januar 1806 in Newtown bei Brooklyn, Long Island, New York; † 29. Mai 1877 in New York City) war ein US-amerikanischer Drucker und Verleger des in New York City ansässigen Unternehmens Harper & Brothers, das heute als HarperCollins fortbesteht.

## Familie
Er war der Enkel des zur Mitte des 18. Jahrhunderts in die Vereinigten Staaten eingewanderten Briten James Harper, der sich in Newtown auf Long Island niedergelassen, dort eine kleine Farm gegründet und geheiratet hatte. Dieser hatte der nach dem britischen Prediger John Wesley so bezeichneten „Wesleyan Society“ (Wesleyanische Kirche) angehört, aus der sich später die Methodisten entwickelten. Im Jahr 1816 siedelte James Harper mit seiner Familie nach New York City um und war dort als Händler tätig. Sein ältester Sohn Joseph Harper (1765–1849), ein Tischler und Farmer, blieb hingegen in Newtown ansässig, wo er Elizabeth Kolyer (1771–1845), die Tochter seines Arbeitgebers Jacobus Kolyer und dessen Ehefrau Jane, geborene Miller, heiratete, die aus einer niederländischen Einwandererfamilie stammte. Das Ehepaar bekam sechs Kinder, von denen zwei schon im Kindesalter verstarben. Die vier anderen Kinder waren James Harper (1795–1869), John Harper (1797–1875), Joseph Wesley Harper (1801–1870) und Fletcher Harper als jüngster dieser vier Söhne.
Um 1826 heiratete er die Tochter eines Geistlichen, Jane Freelove († 1895), geborene Lyon. Aus der Ehe gingen zwei Söhne hervor, Joseph Wesley (1827–1886) und Fletcher junior (1828–1890).

## Berufliche Entwicklung
Die beiden ältesten Söhne, James und John, erlernten das Handwerk eines Druckers und gründeten schließlich im März 1817 in New Yorks Dover Street eine Druckerei, die als J. & J. Harper firmierte und unter dieser Firmierung rund 200 Buchtitel verlegte. Aus dieser Druckerei wurde später eine Verlagsdruckerei, in der 1823 auch Joseph Wesley eine Ausbildung zum Drucker aufnahm. Im Jahr 1825 stieß schließlich auch der jüngste der vier Brüder, Fletcher, als Lehrling zum Unternehmen. Im Gegensatz zu seinen drei älteren Brüdern, die auf dem Land aufgewachsen waren, war Fletcher seit dem Alter von 9 Jahren ein Stadtkind. Von diesen bekam er das Angebot, dass er, sobald er von seinem Lohn habe 500 US-Dollar habe ansparen können, Teilhaber der Verlagsdruckerei werden könne. Noch im Jahr vor seiner Volljährigkeit erreichte er dieses Ziel. Bis 1833 blieb es bei der ursprünglichen Firmierung des Verlages, bevor diese zu Harper & Brothers geändert wurde. Die häufig gestellte Frage, welcher Harper denn da an erster Stelle genannt sei, wurde unisono damit beantwortet, dass jeder der vier Brüder sowohl mit dem in der Firmierung erwähnten Familiennamen Harper gemeint als auch in den Brothers enthalten sei. Keiner von ihnen sei vorrangig, jeder habe seine individuellen Fähigkeiten.
Im Lauf der vielen Jahre gemeinsamen Arbeitens im brüderlich betriebenen Unternehmen entwickelte sich Fletcher schließlich zu demjenigen, der das Unternehmen nach außen vertrat. In diesem Kontext wurde er innerhalb der Familie als „the Major“ bezeichnet. Als Mitglied der St. Paul’s Methodist Episcopal Church lebte er sowohl in New York City als auch in seiner Sommerresidenz in Irvington-upon-the-Hudson oder arbeitete in seinem Büro an NYCs Franklin Square. Er war reisefreudig und überquerte geschäftlich wiederholt per Schiff den Atlantik.

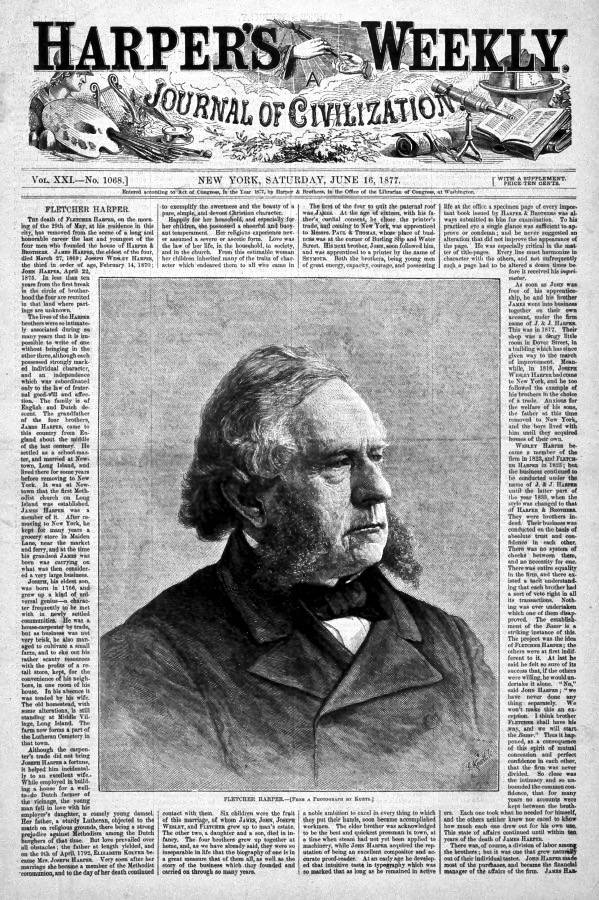
Fletcher Harper, nach einem Holzschnitt von Gustav Kruell, 1876; National Portrait Gallery, Smithsonian Institution, hier im Nachruf auf der Titelseite des Harper’s Weekly vom 16. Juni 1877

Seine Fähigkeiten wurden nach außen sichtbar, als er im Jahr 1850 Harper’s Magazine (auch Harper’s Monthly), die zweitälteste Zeitschrift der USA, und 1857 Harper’s Weekly begründete. Er galt als deren tatsächlicher Chefredakteur, obwohl er selbst nie Artikel verfasste, und wurde als Mensch der Tat („go-getter“) beschrieben. Er wirkte nicht nur unternehmenspolitisch, sondern richtete die Blätter auch gesellschaftlich und politisch aus. Ein politisches Amt anzustreben, stand ihm hingegen fern. Harper’s Weekly, das er sukzessive zu einem reich illustrierten Blatt entwickelte, geriet während des Sezessionskrieges zwischen 1861 und 1865 zu einem der bedeutendsten politisch wirkenden Presseerzeugnisse der Vereinigten Staaten. Dazu hatte maßgeblich beigetragen, dass Fletcher Harper seinen Redakteuren, Zeichnern und Karikaturisten, darunter Thomas Nast, größtmöglichen kreativen Freiraum ließ und politisch teils eindeutig Position bezog, zwischen 1861 und 1865 insbesondere gegen die Sklaverei.
In den 1860er Jahren war es ihm während der von William Tweed geführten New Yorker Stadtverwaltung gelungen, in großem Umfang Schulbücher an die New Yorker Schulbehörde zu verkaufen. Dennoch gaben die integren Brüder Harper ihrem Karikaturisten Thomas Nast sofort grünes Licht, als es darum ging, Tweeds korrupte Machenschaften aktiv zu bekämpfen.
Fletcher Harper war derjenige, der im Unternehmen für Wohltätigkeitsaktivitäten zuständig war, stets darauf bedacht, dies mit Demut zu tun, ohne eine öffentliche Aufmerksamkeit zu suchen.
Er überlebte seine drei Brüder und führte das Unternehmen weiter. Fletcher Harper verstarb nach langer Krankheit, einem schweren Magenleiden („gastric fever“, möglicherweise Typhus), im Alter von 71 Jahren. Er wurde auf dem Green-Wood Cemetery (Section 95, Lot 947) in Brooklyn beigesetzt. Sein bis heute bestehendes Grabmonument trägt die Inschrift „From Death Unto Life“ (= Vom Tod bis ins Leben), die auf ein Leben nach dem Tod verweist.
Das Unternehmen wurde nach ihm von den Söhnen der vier Brüder fortgeführt, dies waren Fletchers Sohn Fletcher junior (1828–1890), der Sohn von James, Philip Jacob Arcularius (1824–1896), die beiden Söhne von John, John Wesley (1831–1915) und Joseph Abner (* 1833) sowie von Wesleys Sohn Joseph Wesley (1826–1886).